# Ius detractus
Ius detractus (gabellae, jus detractis, droit de détraction) – dawniej prawo do zatrzymania przez władcę części majątku wywożonego z kraju przez cudzoziemca, jak i przepadek mienia cudzoziemca w wyniku jego śmierci, jeśli nie pozostawił testamentu lub krewnych. Jeśli krewni zmarłego lub osoba wyznaczona w testamencie znajdowała się w kraju, władca zadowalał się częścią spadku. W Rzeczypospolitej od 1768 roku, prawo do zatrzymania przez skarb królewski jednej dziesiątej majątku zmarłego cudzoziemca. Część majątku, którą zabierał skarb królewski nazywano częścią detrakcyjną lub gabellą. Dziedziczeniem zostali objęci krewni zmarłego cudzoziemca do ósmego stopnia pokrewieństwa, którzy mogli prawnie dopominać się majątku do trzech lat od śmierci cudzoziemca. Po tym okresie, jeśli krewni nie zgłosili się lub nie zdołali udokumentować swojego tytułu do własności, majątek zmarłego zasilał skarb państwa. Ius detractus pojawiło się w XVIII jako złagodzona forma ius albinagii (droit d'aubaine), prawa które zabraniało cudzoziemcom dziedziczenia po swoich krewnych.